# Kacper Przybyłko
Kacper Przybyłko (ur. 25 marca 1993 w Bielefeld) – polski piłkarz występujący na pozycji napastnika w Odrze Opole.

## Życiorys
Pochodzi ze sportowej rodziny: ojciec Mariusz był piłkarzem, a mama Wioletta lekkoatletką. Jego starszy brat Mateusz jest reprezentantem Niemiec w skoku wzwyż, zaś brat bliźniak Jakub jest piłkarzem.

## Statystyki kariery
(aktualne na dzień 6 sierpnia 2022)
| Klub                     | Sezon              | Liga                          | Liga  | Liga   | Puchar kraju | Puchar kraju | Kontynentalne | Kontynentalne | Inne  | Inne   | Suma  | Suma   |
| Klub                     | Sezon              | Liga                          | Mecze | Bramki | Mecze        | Bramki       | Mecze         | Bramki        | Mecze | Bramki | Mecze | Bramki |
| ------------------------ | ------------------ | ----------------------------- | ----- | ------ | ------------ | ------------ | ------------- | ------------- | ----- | ------ | ----- | ------ |
| Arminia Bielefeld        | 2011/12            | 3. liga                       | 2     | 0      | 0            | 0            | –             | –             | –     | –      | 2     | 0      |
| 1. FC Köln               | 2011/12            | Bundesliga                    | 0     | 0      | 0            | 0            | –             | –             | –     | –      | 0     | 0      |
| 1. FC Köln               | 2012/13            | 2. Bundesliga                 | 15    | 1      | 2            | 0            | –             | –             | –     | –      | 17    | 1      |
| 1. FC Köln               | 2013/14            | 2. Bundesliga                 | 8     | 1      | 0            | 0            | –             | –             | –     | –      | 8     | 1      |
| Arminia Bielefeld (wyp.) | 2013/14            | 2. Bundesliga                 | 14    | 4      | 0            | 0            | –             | –             | 2     | 1      | 16    | 5      |
| Greuther Fürth           | 2014/15            | 2. Bundesliga                 | 32    | 5      | 1            | 0            | –             | –             | –     | –      | 33    | 5      |
| 1. FC Kaiserslautern     | 2015/16            | 2. Bundesliga                 | 30    | 7      | 2            | 0            | –             | –             | –     | –      | 32    | 7      |
| 1. FC Kaiserslautern     | 2016/17            | 2. Bundesliga                 | 14    | 2      | 0            | 0            | –             | –             | –     | –      | 14    | 2      |
| 1. FC Kaiserslautern     | 2017/18            | 2. Bundesliga                 | 1     | 0      | 0            | 0            | –             | –             | –     | –      | 1     | 0      |
| 1. FC Kaiserslautern II  | 2017/18            | Oberliga Rheinland-Pfalz/Saar | 3     | 0      | 0            | 0            | –             | –             | –     | –      | 3     | 0      |
| Bethlehem Steel          | 2019               | USL Championship              | 2     | 3      | 0            | 0            | –             | –             | –     | –      | 2     | 3      |
| Philadelphia Union       | 2019               | Major League Soccer           | 26    | 15     | 0            | 0            | –             | –             | –     | –      | 22    | 13     |
| Philadelphia Union       | 2020               | Major League Soccer           | 23    | 8      | –            | –            | –             | –             | 4     | 0      | 27    | 8      |
| Philadelphia Union       | 2021               | Major League Soccer           | 34    | 12     | 0            | 0            | 6             | 5             | 3     | 0      | 43    | 17     |
| Chicago Fire             | 2022               | Major League Soccer           | 20    | 5      | 1            | 0            | –             | –             | 0     | 0      | 21    | 5      |
| Ogólnie w karierze       | Ogólnie w karierze | Ogólnie w karierze            | 232   | 72     | 8            | 1            | 6             | 5             | 9     | 1      | 255   | 79     |

## Sukcesy

### Klubowe
- Mistrzostwo 2. Fußball-Bundesligi: 2013/2014

### Indywidualne
- 2021: Król strzelców Liga Mistrzów CONCACAF[2]